# Yuzo Kurihara
Yuzo Kurihara (栗原 勇蔵, Kurihara Yuzo) est un footballeur japonais né le 18 septembre 1983 à Yokohama dans la préfecture de Kanagawa au Japon.

## Palmarès
- Avec le  Yokohama F. Marinos 
  - Champion du Japon en 2019
    - Coupe du japon : 2013